# Вирішення шахів
Вирішення шахів означає знаходження оптимальної стратегії гри в шахи, за якої один з гравців (чорні або білі) завжди може форсувати виграш, або ж коли обидва можуть форсувати нічию (див. вирішена гра). Згідно з теоремою Цермело, для шахів існує оптимальна стратегія, яку гіпотетично можна віднайти.
У менш строгому розумінні вирішення шахів може означати доказ, який із трьох можливих результатів (білі виграють; чорні виграють; нічия) є наслідком досконалої гри обох гравців. Цей доказ не обов'язково означає знаходження сам́ої оптимальної стратегії.
Станом на 2015 рік не існує вирішення шахів ні в строгому, ні в менш строгому розумінні, і його також не очікують у близькому майбутньому. Серед дослідників немає консенсусу щодо того, чи теперішнє експоненціальне зростання комп'ютерних потужностей продовжить достатньо довго, щоб у майбутньому дозволити вирішити цю задачу "грубою силою", наприклад, перебором всіх можливих варіантів.

## Часткові результати
Бази даних ендшпілю вирішили шахи до певної міри, визначивши досконалу гру для певної кількості Ендшпілів, включаючи всі нетривіальні ендшпілі з не більш як сімома фігурами і пішаками (включаючи обох (королів) на шахівниці. Повне вирішення задачі в цьому сенсі означає побудову такої бази даних для всіх 32-х фігур і пішаків. 

## Передбачення чи гру в шахи буде вирішено
На думку гросмейстера Джонатана Роусона "в принципі комп'ютери повинні бути здатні  ... побудувати 32-фігурну базу даних. Це може зайняти десятиліття або століття, але, якщо цьому не перешкодить глобальне потепління або ядерна війна, рано чи пізно станеться". Однак, спеціаліст у галузі теорії інформації Клод Шеннон, стверджував, що цю задачу не може вирішити жоден комп'ютер, оскільки це б вимагало від нього або здатності порівнювати близько 10120 можливих варіантів розвитку гри, або ж мати "словник", у якому записані оптимальні ходи для кожної з близько 1043 можливих позицій на шахівниці. Таким чином вирішити шахи теоретично можливо, але відрізок часу, який для цього необхідний (згідно з Шенноном, 1090 років на процесорі частотою 1 MHz), виводить цю задачу за межі можливості будь-якої "доступної" (станом на 1950 рік) технології.
Ганс-Йоахім Бремерманн, професор математики і біофізики в Університеті Каліфорнії, у своїй праці 1965 року розмірковував, що "швидкість, пам'ять і обчислювальна здатність будь-якого майбутнього комп'ютерного обладнання обмежена певними фізичними бар'єрами: світловим, квантовим і термодинамічним. Наявність цих бар'єрів дозволяє стверджувати, наприклад, що жоден комп'ютер, як би він не був побудований, ніколи не зможе прослідкувати все дерево можливих послідовностей ходів гри в шахи". Водночас, Бремерманн не відкидав можливості, що комп'ютер одного дня вирішить шахи. Він писав: "Для того, щоб комп'ютер досконало, або майже досконало, грав у шахи, йому потрібно або проаналізувати гру повністю ... або проаналізувати її приблизно і скомбінувати це з обмеженим дослідженням за допомогою дерева послідовностей. ... Однак нам іще далеко до теоретичного розуміння такого евристичного програмування".
Нещодавні наукові досягнення не сильно змінили цю оцінку. Гру в шашки вирішено (нестрого) у 2007 році, але вона має за грубими оцінками квадратний корінь від кількості можливих позицій у шахах. Джонатан Шеффер, який здійснив цей нестрогий доказ, сказав, що спочатку необхідний такий прорив як побудова квантового комп'ютера, а вже потім можна братись за спробу вирішення шахів. Але він не відкинув такої можливості, додавши, що під час своєї 16-річної праці над вирішенням шашок вивчив одне правило "ніколи не можна недооцінювати розвитку технологій".